# (70) Panopaea
(70) Panopaea ist ein Asteroid des mittleren Hauptgürtels, der am 5. Mai 1861 vom deutsch-französischen Astronomen Hermann Mayer Salomon Goldschmidt in Paris bei einer Helligkeit von 11 mag entdeckt wurde. Es war seine letzte von 14 Asteroidenentdeckungen.
Der Asteroid wurde benannt nach der Meeresnymphe Panopeia, einer der Nereiden, die Seeleute bei Stürmen anriefen. Die Benennung erfolgte durch Robert Main am Radcliffe Observatory der Oxford University, Präsident der Royal Astronomical Society (RAS), der Gelegenheit hatte, dem Entdecker für seine Asteroidenentdeckungen die Goldmedaille der RAS zu überreichen.

## Wissenschaftliche Auswertung
Mit Daten radiometrischer Beobachtungen im Infraroten am Kitt-Peak-Nationalobservatorium in Arizona vom März 1975 wurden für (70) Panopaea erstmals Werte für den Durchmesser und die Albedo von 151 km und 0,04 bestimmt. Aus Ergebnissen der IRAS Minor Planet Survey (IMPS) wurden 1992 Angaben zu Durchmesser und Albedo für zahlreiche Asteroiden abgeleitet, darunter auch (70) Panopaea, für die damals Werte von 122,2 km bzw. 0,07 erhalten wurden. Eine Auswertung von Beobachtungen durch das Projekt NEOWISE im nahen Infrarot führte 2011 zu vorläufigen Werten für den Durchmesser und die Albedo im sichtbaren Bereich von 139,0 km bzw. 0,04. Ein Vergleich von Daten, die von 1978 bis 2011 an der Sternwarte Ondřejov in Tschechien und am Table Mountain Observatory in Kalifornien gesammelt wurden, mit den Daten von NEOWISE ergab 2012 Werte für den Durchmesser und die Albedo von 139,3 km bzw. 0,05. Nachdem die Werte nach neuen Messungen mit NEOWISE 2012 auf 162,6 km bzw. 0,04 korrigiert worden waren, wurden sie 2014 auf 127,9 km bzw. 0,06 geändert. Nach der Reaktivierung von NEOWISE im Jahr 2013 und Registrierung neuer Daten wurden die Werte 2015 zunächst mit 115,3 km bzw. 0,05 angegeben und dann 2016 korrigiert zu 126,4 oder 132,6 km bzw. 0,05, diese Angaben beinhalten aber alle hohe Unsicherheiten.
Photometrische Beobachtungen von (70) Panopaea fanden erstmals statt am 20. und 21. August 1980 am Table Mountain Observatory in Kalifornien. Aus den wenigen Daten konnte nur eine grobe Schätzung für die Rotationsperiode des Asteroiden von 12,17 h erfolgen. Die Beobachtung in einer einzigen Nacht am 2. September 1980 am La-Silla-Observatorium in Chile brachte keine verwertbaren Ergebnisse, aber nachdem kurz darauf vom 3. bis 6. September 1980 ebenfalls am La-Silla-Observatorium weitere Beobachtungen von (70) Panopaea stattgefunden hatten, bei denen aus der aufgezeichneten Lichtkurve eine Periode von 15,87 h abgeleitet worden war, gelang am Table Mountain Observatory aus einer Kombination beider Datensätze eine Neubewertung. Die frühere Schätzung erwies sich dabei als falsch, stattdessen wurde nun ein verbesserter Wert für die Rotationsperiode von 15,797 h bestimmt. Eine photometrische Messung am 26. April 1992 am Observatorium Belogradtschik in Bulgarien konnte nicht weiter ausgewertet werden, da die Lichtkurve nur etwa vier Stunden überspannte.
Eine koordinierte Beobachtung vom 11. September bis 30. Dezember 2014 am Observatori Astronòmic del Montsec in Katalonien und am Bisei Spaceguard Center in Japan lieferte eine detaillierte Lichtkurve. Es ließ sich daraus auch eine Rotationsperiode von 15,812 h ableiten, aber es zeigte sich, dass ein doppelter Wert für die Periode von 31,619 h eine deutlich bessere Übereinstimmung mit den Messwerten ergab. Weitere Beobachtungen wurden daher als notwendig erachtet. In der Folge durchgeführte neue Messungen vom 27. Oktober bis 28. Dezember 2015 am Observatorium Borówiec in Polen, am Organ Mesa Observatory in New Mexico und am Observatori Astronòmic del Montsec führten zu einer Revision der im Vorjahr erfolgten Beurteilung. Die längere Periode konnte jetzt eindeutig ausgeschlossen werden, denn die neuen Messwerte führten wieder zu einer Rotationsperiode von 15,808 h. Aus der Kombination der Daten beider Beobachtungskampagnen ließ sich daher die früher abgeleitete kürzere Rotationsperiode bestätigen.
Mit dem Weltraumteleskop Transiting Exoplanet Survey Satellite (TESS) konnten während dessen Durchmusterung des Südhimmels 2018 bis 2019 auch Objekte des Sonnensystems beobachtet werden. Dabei wurden auch die Lichtkurven von fast 10.000 Asteroiden aufgezeichnet. Für (70) Panopaea wurde aus Messungen etwa vom 25. Juli bis 17. August 2018 eine Rotationsperiode von 31,5545 h (siehe Anmerkung bei den Einzelnachweisen) abgeleitet. Mit Daten von Gaia DR2 aus dem Zeitraum 14. August 2014 bis 11. Februar 2015 in Verbindung mit erdgebundenen Beobachtungen konnte dann in einer Untersuchung von 2022 die Rotationsperiode mit einem Wert von 15,8078 h bestimmt werden.
Zwischen 2012 und 2018 wurden mit der All-Sky Automated Survey for Supernovae (ASAS-SN) auch photometrische Daten von 20.000 Asteroiden aufgezeichnet. Auf mehr als 5000 davon konnte erfolgreich die Methode der konvexen Inversion angewendet werden, darunter auch (70) Panopaea, für die in einer Untersuchung von 2021 erstmals ein dreidimensionales Gestaltmodell für zwei alternative Rotationsachsen mit prograder Rotation und einer Periode von 15,8041 h berechnet wurde. Aus archivierten Daten des Asteroid Terrestrial-impact Last Alert System (ATLAS) aus dem Zeitraum 2015 bis 2018 konnte in einer Untersuchung von 2022 mit der Methode der konvexen Inversion eine Rotationsperiode von 15,803 h berechnet werden.
In einer Untersuchung von 2023 wurde dann unter Verwendung aller verfügbaren photometrischen Daten aus den Jahren 1980 bis 2019 erneut ein Gestaltmodell erstellt. Für die Rotationsachse konnten wieder zwei alternative Lösungen mit prograder Rotation und einer Periode von 15,8044 h berechnet werden. Aus der Auswertung der Beobachtungen von drei Sternbedeckungen durch den Asteroiden in den Jahren 2006, 2014 und 2017 konnte aber keine Entscheidung für eine der beiden möglichen Rotationsachsen getroffen werden. Für die Größe wurde ein Durchmesser von 128 ± 7 km bestimmt.
Abschätzungen von Masse und Dichte für den Asteroiden (70) Panopaea aufgrund von gravitativen Beeinflussungen auf Testkörper ergaben in einer Untersuchung von 2012 eine Masse von etwa 4,33·1018 kg, was mit einem angenommenen Durchmesser von etwa 133 km zu einer Dichte von 3,48 g/cm³ führte bei keiner Porosität. Diese Werte besitzen eine Unsicherheit im Bereich von ±30 %.